# Valettiopsis macrodactylus
Valettiopsis macrodactylus är en kräftdjursart som beskrevs av Chevereux 1909. Valettiopsis macrodactylus ingår i släktet Valettiopsis och familjen Lysianassidae. Inga underarter finns listade i Catalogue of Life.